# Себеусадське сільське поселення
Себеу́садське сільське поселення (рос. Себеусадское сельское поселение) — муніципальне утворення у складі Моркинського району Марій Ел, Росія. Адміністративний центр — присілок Себеусад.

## Історія
Станом на 2002 рік існували Весьшургинська сільська рада (присілки Весьшурга, Дігіно, Ізі-Кугунур, Кучук-Памаш, Мала Мушерань, Масканур, Немецсола, Нурумбал, Тайганур, Юшуттур) та Себеусадська сільська рада (присілки Апанаєво, Великий Кожлаял, Єрсола, Кабаксола, Лопнур, Малий Кожлаял, Пумор, Себеусад, Смичка, Тигиде-Морко, Тишкино, Чодрасола, Янгушево, починок Аз'ял).

## Населення
Населення — 1961 особа (2019, 2385 у 2010, 2838 у 2002).

## Склад
До складу поселення входять такі населені пункти:
| Населений пункт           | Населення, осіб (2002) | Населення, осіб (2010) |
| ------------------------- | ---------------------- | ---------------------- |
| Аз'ял, починок            | 48                     | 28                     |
| Апанаєво, присілок        | 38                     | 34                     |
| Великий Кожлаял, присілок | 125                    | 107                    |
| Весьшурга, присілок       | 311                    | 273                    |
| Дігіно, присілок          | 46                     | 49                     |
| Єрсола, присілок          | 17                     | 9                      |
| Ізі-Кугунур, присілок     | 144                    | 125                    |
| Кабаксола, присілок       | 29                     | 25                     |
| Кучук-Памаш, присілок     | 6                      | 3                      |
| Лопнур, присілок          | 70                     | 55                     |
| Мала Мушерань, присілок   | 107                    | 86                     |
| Малий Кожлаял, присілок   | 181                    | 149                    |
| Масканур, присілок        | 60                     | 39                     |
| Немецсола, присілок       | 118                    | 96                     |
| Нурумбал, присілок        | 215                    | 143                    |
| Пумор, присілок           | 96                     | 76                     |
| Себеусад, присілок        | 309                    | 292                    |
| Смичка, присілок          | 85                     | 73                     |
| Тайганур, присілок        | 25                     | 10                     |
| Тигиде-Морко, присілок    | 326                    | 309                    |
| Тишкино, присілок         | 52                     | 36                     |
| Чодрасола, присілок       | 231                    | 220                    |
| Юшуттур, присілок         | 142                    | 111                    |
| Янгушево, присілок        | 57                     | 37                     |